# Gustav Hügel
Gustav Hügel (1 januari 1871 - Wenen, 15 april 1953) was een Oostenrijks kunstschaatser.
Op 9 februari 1896 werd hij in Sint-Petersburg op het eerste WK kunstschaatsen tweede achter Gilbert Fuchs. In de navolgende jaren zou hij nog vier keer op het erepodium bij het WK plaatsnemen, waarvan drie keer als wereldkampioen (1897, 1899, 1900).
Bij het EK kunstschaatsen stond hij ook vijf keer op het erepodium, in 1901 als Europees kampioen.
In 1894 werd hij 'Nationaal Kampioen' van de "Deutscher und Österreichischer Eislaufverband".

## Belangrijke resultaten
| Kampioenschap          | 1892 | 1893 | 1894   | 1895   | 1896   | 1897 | 1898   | 1899   | 1900   | 1901 |
| ---------------------- | ---- | ---- | ------ | ------ | ------ | ---- | ------ | ------ | ------ | ---- |
| Wereldkampioenschap    |      |      |        |        | Zilver | Goud | Zilver | Goud   | Goud   |      |
| Europees Kampioenschap | 6e   |      | Zilver | Zilver |        |      |        | Zilver | Zilver | Goud |
| Nationaal Kampioen     |      |      | Goud   |        |        |      |        |        |        |      |